# П-44К
П-44К  — одна из типовых серий жилых домов из изолированных блок-секций, модификация серии П-44т. Разработана проектным институтом МНИИТЭП. Годы строительства — с 2005 по 2019. Широко распространена в Москве и Московской области.

## Описание
Серия домов П-44К отличается от предшественницы П-44Т тем, что в отдельной секции количество шагов между несущими стенами уменьшено с семи до шести. Таким образом, рядовая секция серии П-44К имеет меньшую длину по сравнению с П-44Т, что позволяет возводить её в более стеснённых условиях. Однако, уменьшение размеров секции было достигнуто за счёт замены трёхкомнатных квартир в П-44Т на двухкомнатные и однокомнатные. Несмотря на это, в однокомнатных квартирах были увеличены размеры кухни. Вследствие небольших размеров квартир и относительной дешевизны строительства данные серии часто возводят в качестве муниципального жилья.
По сравнению с серией П-44Т была изменена конфигурация лоджий и эркеров. Конструктивная же схема здания практически не изменилась: она осталась стеновой с поперечными и продольными несущими стенами толщиной 160 мм, выполненными из сборных железобетонных панелей, производимых заводом ДСК-1, с наружными навесными трёхслойными панелями толщиной 300 мм.
Наружные навесные панели со стороны фасадов, как и в серии П44-Т, облицованы плиткой «под кирпич», что создаёт впечатление, будто дом является кирпичным. Наружные панели нижних этажей имеют облицовку «под камень».
Так как все стены квартир, помимо перегородок в санузлах, являются несущими, у собственников квартир остаётся мало возможностей для её перепланировки. Более того, разработчик серии (проектный институт МНИИТЭП) запретил выполнять проёмы в несущих стенах таких домов после 2007 года постройки. Это объясняется тем, что данные здания спроектированы с защитой от прогрессивного разрушения, которая нарушается в случае выполнения непроектных проёмов. Под тем же предлогом запрещается даже демонтировать подоконные блоки оконно-дверных проёмов в наружных панелях при выходе на балконы. Однако иногда[когда?] в несущих стенах между комнатой и кухней данной серии изначально запроектирована ниша под выполнение проёма.

## Основные характеристики
| Количество секций (подъездов) | от 1 до 4                                                                                 |
| Этажность                     | 12, 14, 17                                                                                |
| Высота потолков, м            | 2,70                                                                                      |
| Лифты                         | грузопассажирский и пассажирский                                                          |
| Балконы                       | во всех квартирах                                                                         |
| Количество квартир на этаже   | 4                                                                                         |
| Перспектива сноса             | Сносу не подлежит. Нормативный срок эксплуатации дома (по данным производителя) — 100 лет |
| Годы строительства            | 2005—2019                                                                                 |

## Площади квартир
| Комнатность          | Общая, м² | Жилая, м² | Кухня, м² |
| 1-комнатная квартира | 38—39     | 19        | 9—10      |
| 2-комнатная квартира | 59—65     | 48—50     | 13        |

## Строительные конструкции
| Санузлы                 | В однокомнатных квартирах совмещённые, в двух- и четырёхкомнатных — раздельные                      |
| Лестницы                | Сборные железобетонные, незадымляемые, без общего балкона                                           |
| Мусоропровод            | С загрузочным клапаном на каждом этаже                                                              |
| Вентиляция              | Естественная вытяжная, вентблок в коридоре                                                          |
| Наружные стены          | Навесные трёхслойные панели (бетон- утеплитель пенополистирол- бетон) общей толщиной 30 см          |
| Внутренние стены        | Сборные железобетонные панели толщиной 16 см                                                        |
| Внутренние перегородки  | Гипсобетонные панели толщиной 8 см                                                                  |
| Междуэтажные перекрытия | Крупноразмерные (на комнату) железобетонные плиты толщиной 14 см с опиранием на несущие стены       |
| Несущие стены           | Продольные межквартирные (а также межкомнатные в торцевых квартирах-«распашонках») и все поперечные |
| Тип кровли              | Плоская с наклонными фризами из черепицы                                                            |

## Примечание
1. ↑  Н.П. Вильчик. КСтр-во и эксплуатация зданий и сооружений. — М.: ИНФРА-М, 2007.